# Lymantria horishana
Lymantria horishana este o specie de molii din genul Lymantria, familia Lymantriidae, descrisă de Matsumura 1931 Conform Catalogue of Life specia Lymantria horishana nu are subspecii cunoscute.